# Lubcz Mały
Lubcz Mały – wieś w Polsce położona w województwie wielkopolskim, w powiecie czarnkowsko-trzcianeckim, w gminie Krzyż Wielkopolski.
W latach 1975–1998 miejscowość administracyjnie należała do województwa pilskiego.
We wsi był przystanek kolejowy Lubcz Mały.